# Імангулово (Туймазинський район)
Імангу́лово (рос. Имангулово, башк. Иманғол) — село (в минулому селище) у складі Туймазинського району Башкортостану, Росія. Входить до складу Верхньобішиндинської сільської ради.
Населення — 133 особи (2010; 110 у 2002).
Національний склад:
- башкири — 54 %
- татари — 41 %